# 蕭志全
蕭志全（Xiao Zhi-quan，1963年5月19日—），是臺灣的政治人物，南投人，台中一中畢業。第十七、十八屆水里鄉農會理事長，南投縣議會第三選區（集集鎮、水里鄉、魚池鄉、信義鄉）第十八屆縣議員。在十八屆南投縣縣議員選舉中，期望為南投地方發聲，於大選前三個月宣布投入地方參選，並以該選區第三高票，成功當選縣議員。2022年代表國民黨參選水里鄉鄉長選舉，轉戰水里鄉長輸40票，最終以3,761票落選南投縣水里鄉鄉長。 （页面存档备份，存于）

## 求學經歷
蕭志全在南投縣水里鄉出生，排行家中老么，就讀南投縣的水里國小、水里國中，於台中一中畢業。因家庭經商的需求，母親希望蕭志全能夠幫忙家庭店內狀況，所以打消繼續升學的計畫，全心投入於家裡所經營的餐廳。並於2017年就讀朝陽科技大學管理學院高階產業經營碩士在職專班，期望精進自身的專業能力並服務於南投鄉親致力為民。

## 政治參選
因擔任水里國小家長會會長、獅子會會長及青年商會會長等職位多年，因此熟悉各單位的運作模式與制度，且熱心服務於各單位的公眾事務並拓展相關人脈。深耕地方多年想為民眾服務的熱忱拓展至地區，所以參選南投縣第三選區（集集鎮、水里鄉、魚池鄉、信義鄉）的地方縣議員。

### 2014年第18屆南投縣議員選舉
南投縣第三選舉區（集集鎮、水里鄉、魚池鄉、信義鄉） 
- 應選出名額：4席，含婦女保障名額：1席
- 總選舉人數：44,216

| 號次 | 候選人 | 性別 | 政黨       | 得票數 | 得票率 | 當選標記 |
| ---- | ------ | ---- | ---------- | ------ | ------ | -------- |
| 1    | 蕭志全 | 男   | 中國國民黨 | 5,720  | 18.04% |          |
| 2    | 陳淑惠 | 女   | 中國國民黨 | 5,423  | 17.11% |          |
| 3    | 謝明謀 | 男   | 中國國民黨 | 6,888  | 21.73% |          |
| 4    | 楊孟學 | 男   | 無黨籍     | 3,753  | 11.84% |          |
| 5    | 陳昭煜 | 男   | 民主進步黨 | 9,915  | 31.28% |          |

## 任內問政
長期關注議題
- 警消相關議題
- 民生相關議題
- 教育相關議題
- 農業相關議題

任內大型提案
- 南投縣農用搬運車自治條例:建請縣府制訂「南投縣農用搬運車自治條例」，為加強管理農用拼裝車輛，維持交通及營運秩序，確保農民及其他用路人安全。

辦理地區性活動
- 水里地區下鄉考照服務
- 集集地區免費四癌、胸部X光篩檢活動
- 水里地區免費四癌、胸部X光篩檢活動

## 外部連結
- 南投縣議會議員簡介 （页面存档备份，存于）
- 蕭志全議員粉絲團
- 蕭志全Facebook

| 南投縣議會 |                                                 |      |
| '          | 南投縣議會議員 第三選區 第十八屆 2014年3月1日 - | 現任 |